# Doroșăuți, Zastavna
Doroșăuți (în ucraineană Дорошівці, transliterat: Doroșivți și în germană Doroschoutz) este un sat reședință de comună în raionul Zastavna din regiunea Cernăuți (Ucraina). Are 1,534 locuitori, preponderent ucraineni (ruteni).
Satul este situat la o altitudine de 221 metri, pe malul râului Nistru, în partea de nord a raionului Zastavna.

## Istorie

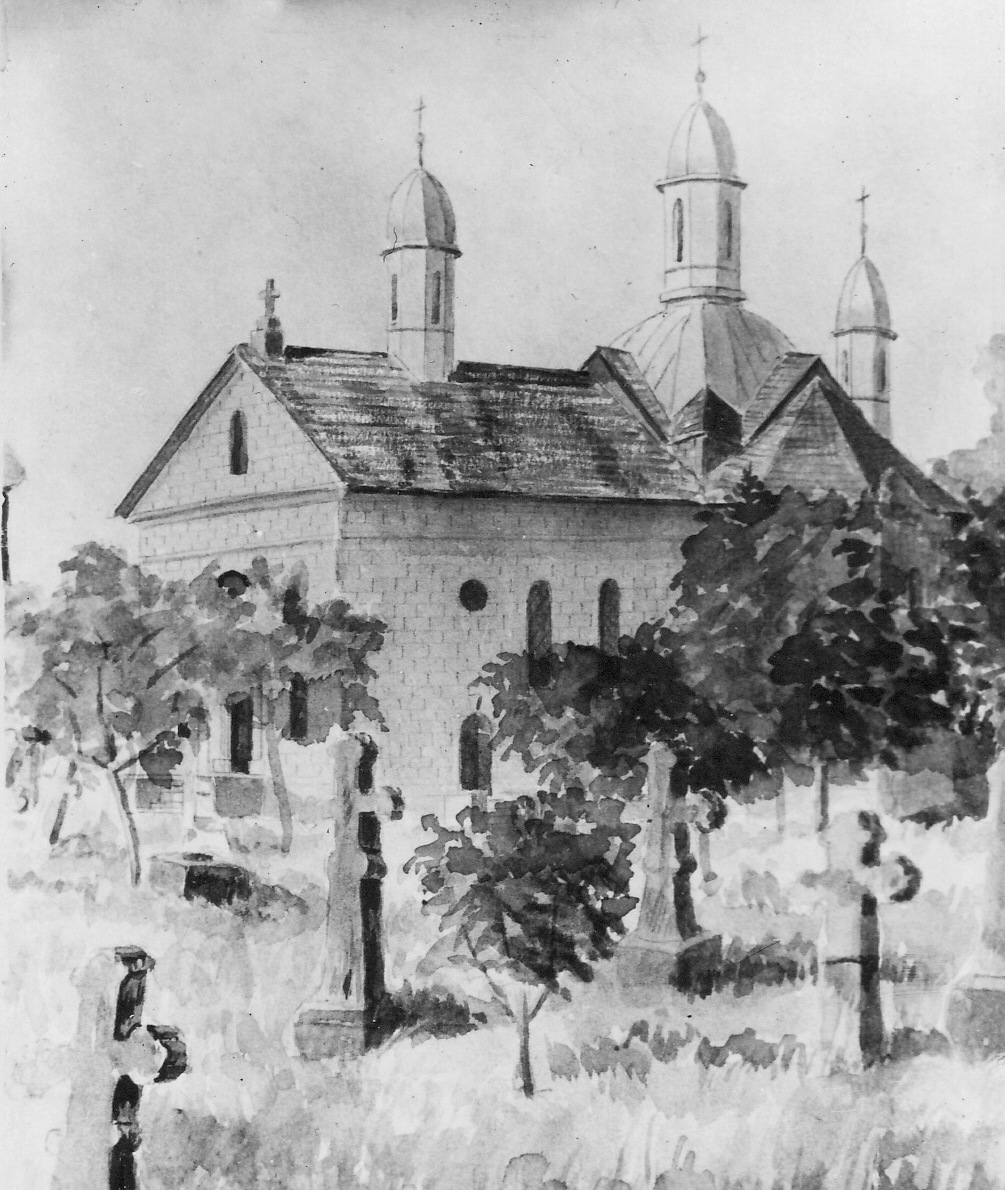
Biserica în perioada interbelică

Localitatea Doroșăuți a făcut parte încă de la înființare din regiunea istorică Bucovina a Principatului Moldovei. Prima atestare documentară a localității datează din 15 ianuarie 1617.
După anexarea Bucovinei de către Imperiul Habsburgic în anul 1775, localitatea Doroșăuți a făcut parte din Ducatul Bucovinei, guvernat de către austrieci, făcând parte din districtul Zastavna (în germană Zastawna). Din 1887, funcționa la Doroșăuți o școală cu 2 clase.
După Unirea Bucovinei cu România la 28 noiembrie 1918, satul Doroșăuți a făcut parte din componența României, în Plasa Nistrului a județului Cernăuți. Pe atunci, majoritatea populației era formată din ucraineni, existând și o comunitate de români. 
Ca urmare a Pactului Ribbentrop-Molotov (1939), Bucovina de Nord a fost anexată de către URSS la 28 iunie 1940, reintrând în componența României în perioada 1941-1944. Apoi, Bucovina de Nord a fost reocupată de către URSS în anul 1944 și integrată în componența RSS Ucrainene. 
Începând din anul 1991, satul Doroșăuți face parte din raionul Zastavna al regiunii Cernăuți din cadrul Ucrainei independente. Conform recensământului din 1989, numărul locuitorilor care s-au declarat români plus moldoveni era de 1 (0+1), reprezentând 0,06% din populație . În prezent, satul are 1.534 locuitori, preponderent ucraineni.

## Demografie
Componența lingvistică a comunei Doroșăuți
     Ucraineană (100%)
Conform recensământului din 2001, toată populația comunei Doroșăuți era vorbitoare de ucraineană (100%).
1930: 2.130 (recensământ) 
1989: 1.655 (recensământ) 
2007: 1.534 (estimare)

### Recensământul din 1930
Componența etnică a comunei Doroșăuți (județul Cernăuți)
     Români (1,03%)
     Ruteni (95,02%)
     Evrei (2,72%)
     Altă etnie (1,23%)
Componența confesională a comunei Doroșăuți
     Ortodocși (95,68%)
     Mozaici (2,72%)
     Altă religie (1,6%)
Conform recensământului efectuat în 1930, populația comunei Doroșăuți se ridica la 2.130 locuitori. Majoritatea locuitorilor erau ruteni (95,02%), cu o minoritate de români (1,03%) și una de evrei (2,72%). Alte persoane s-au declarat: germani (2 persoane) și polonezi (11 persoane). Din punct de vedere confesional, majoritatea locuitorilor erau ortodocși (95,68%), dar existau și mozaici (2,72%). Alte persoane au declarat: greco-catolici (1 persoană) și romano-catolici (20 de persoane), iar 13 persoane nu au declarat religia.